# Xylopteryx versicolor
Xylopteryx versicolor är en fjärilsart som beskrevs av W. Warren 1902. Xylopteryx versicolor ingår i släktet Xylopteryx och familjen mätare. Inga underarter finns listade i Catalogue of Life.